# Mine de Peñasquito
 (mars 2025).
La mine de Peñasquito est une mine à ciel ouvert d'argent, d'or, de plomb et de zinc, située dans l'État de Zacatecas au Mexique. Elle a été inaugurée le 22 mars 2010.